# Zastava Istočnog Timora
Zastava Istočnog Timora usvojena je 2002. te je identična zastavi iz 1975.
U ponoć 19. svibnja, za vrijeme prvih trenutaka nezavisnosti, spuštena je zastava Ujedinjenih Naroda, te podignuta nova-stara zastava. 
Prema službenom priopćenju, žuti trokut predstavlja tragove kolonijalizma iz prošlosti Istočnog Timora, a crni trokut "pomračenje koje treba svladati". crveno polje predstavlja borbu za nacionalnu slobodu, a zvijezda "vodilja" je bijele boje te predstavlja mir. 